# Emile Gumbs
Emile Rudolph Gumbs (Basseterre, 10 de marzo de 1928-Anguila, 10 de mayo de 2018) fue un político de Anguila. Sirvió como Ministro Jefe de la isla entre el 1 de febrero de 1977 y el 1 de mayo de 1980 y de nuevo a partir del 12 de marzo de 1984 hasta el 16 de  marzo de 1994. Fue el único anguilano que recibió el título de caballero, tras ser nombrado Caballero Soltero en la Orden de Año Nuevo de 1994. Emile Gumbs falleció el 10 de mayo de 2018 a los 90 años.